# 294. Infanterie-Division (Wehrmacht)
Die 294. Infanterie-Division war ein Großverband des Heeres der deutschen Wehrmacht im Zweiten Weltkrieg.

## Geschichte

### Aufstellung
Die 294. Infanterie-Division wurde am 6. Februar 1940 als Division der 8. Aufstellungswelle in Döbeln im Wehrkreis IV (Dresden) aufgestellt.

### Westfeldzug
Zuerst wurde die 294. Infanterie-Division im Westfeldzug in Belgien und Frankreich eingesetzt.

### Unternehmen Barbarossa
Im Frühjahr 1941 nahm sie am Angriff auf Jugoslawien teil. Ab Juli 1941 war die Division im Verband der Heeresgruppe Süd an der Ostfront in vielen Kampfhandlungen bei Charkow.

### Offensive 1942
Im Jahr 1942 war der Verband an den Angriffsoperationen im Donbogen beteiligt.

### Auffrischung durch Eingliederung der Reste der 333. ID
Im November 1943 waren die Verluste an der Mius-Stellung so hoch, dass die Division, die nur noch aus einer Kampfgruppe bestand, sich auf die Höhe Nikopol zurückziehen musste und erst durch Eingliederung der Divisions-Gruppe 333 wieder volle Kampfstärke erreichte.

### Vernichtung
Im August 1944 wurde die 294. Infanterie-Division im Zuge der Operation Jassy-Kischinew der Roten Armee bei Kischinew vernichtet.

### Auflösung
Am 9. Oktober 1944 wurde die Division offiziell aufgelöst.

## Personen
| Dienstzeit                            | Dienstgrad      | Name                 |
| ------------------------------------- | --------------- | -------------------- |
| 13. Februar 1940 bis 22. März 1942    | Generalleutnant | Otto Gabcke          |
| 22. März 1942 bis 12. August 1943     | Generalleutnant | Johannes Block       |
| 12. August bis 24. Dezember 1943      | Generalmajor    | Hermann Frenking     |
| 24. Dezember 1943 bis 26. August 1944 | Generalmajor    | Werner von Eichstedt |

| Dienstzeit                     | Dienstgrad     | Name            |
| ------------------------------ | -------------- | --------------- |
| Februar 1940 bis Januar 1942   | Major          | Joachim Staats  |
| Januar bis März 1942           | Major          | Theodor Plock   |
| 23. März 1942 bis 20. Mai 1944 | Oberstleutnant | Theodor Mehring |
| 20. Mai bis 24. August 1944    | Oberstleutnant | Luitpold Leeb   |

## Bekannte Divisionsangehörige
- Bernhard Bechler (1911–2002), war ein Generalmajor der Kasernierten Volkspolizei sowie stellvertretender Chef des Hauptstabes der Nationalen Volksarmee
- Gottfried Schädlich (1917–2007), war ein Oberstleutnant der Bundeswehr und Schriftsteller
- Kurt Hähling (1897–1983), war von 1953 bis 1963 für die NDPD Abgeordneter des Bezirkstages Dresden und stellvertretender Vorsitzender seiner Partei
- Otfried Preußler (1923–2013), deutschsprachiger, international renommierter Schriftsteller von 38 Kinder-, Jugend- und Bilderbüchern.[1]

## Auszeichnungen
Insgesamt wurden neun Angehörige der 294. ID mit dem Ritterkreuz ausgezeichnet und 28 mit dem Deutschen Kreuz in Gold.

## Gliederung

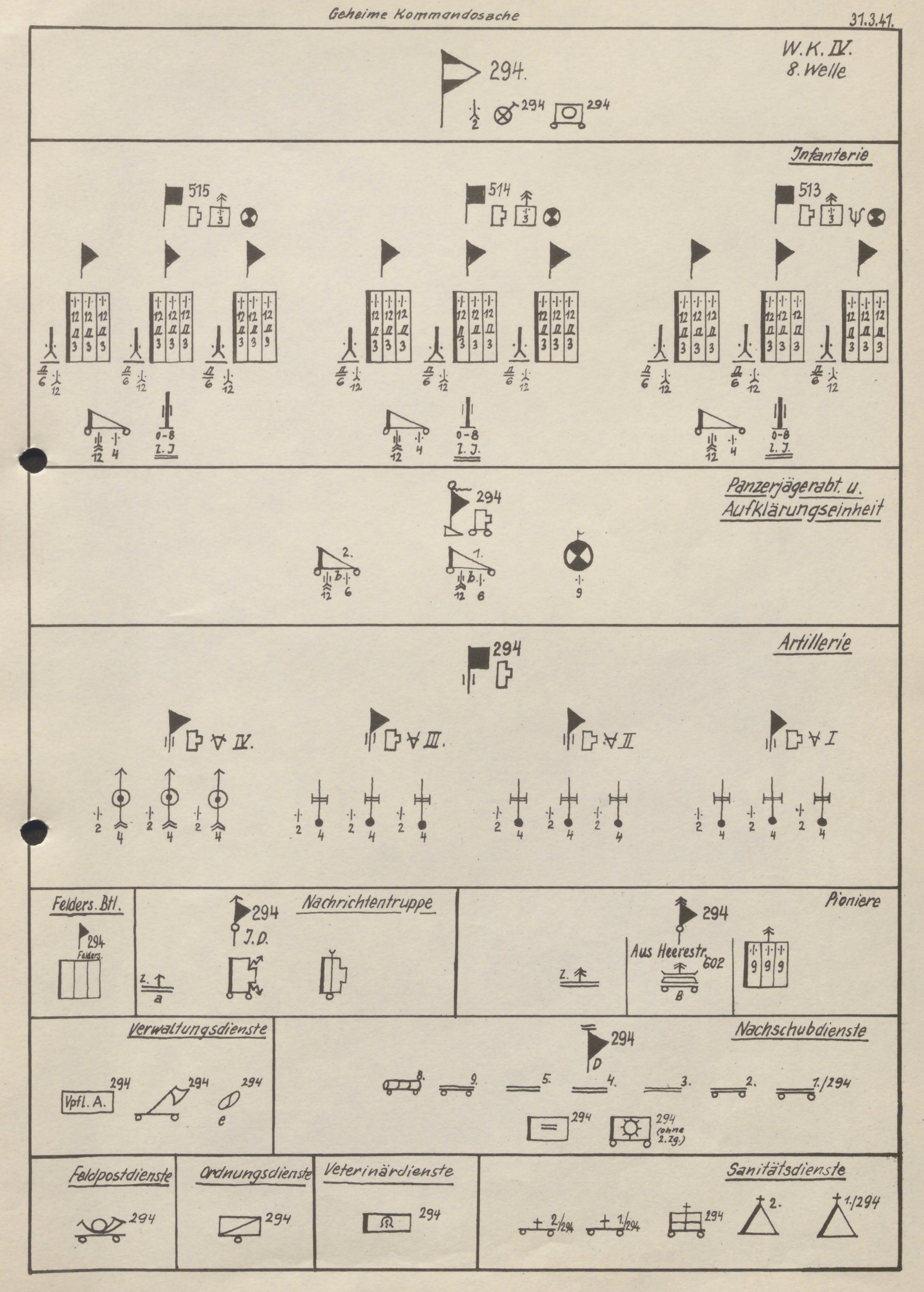
Gliederung der 294. Inf. Div. am 31. März 1941, taktische Zeichen

| 1940                       | 1942                      | 1943–1944                 |
| -------------------------- | ------------------------- | ------------------------- |
| Infanterie-Regiment 513    | Grenadier-Regiment 513    | Grenadier-Regiment 513    |
| Infanterie-Regiment 514    | Grenadier-Regiment 514    | Grenadier-Regiment 514    |
| Infanterie-Regiment 515    | Grenadier-Regiment 515    | Grenadier-Regiment 515    |
| –                          | –                         | Grenadier-Regiment 685    |
| –                          | –                         | Divisions-Gruppe 333      |
| –                          | –                         | Füsilier-Bataillon 333    |
| Artillerie-Regiment 294    | Artillerie-Regiment 294   | Artillerie-Regiment 333   |
| Panzerabwehr-Abteilung 294 | Panzerjäger-Abteilung 294 | Panzerjäger-Abteilung 294 |
| Pionier-Bataillon 294      |                           |                           |
| Nachrichten-Abteilung 294  |                           |                           |
| Versorgungseinheiten 294   |                           |                           |
| Feldersatz-Bataillon 294   | –                         | Feldersatz-Bataillon 294  |